# Baseodiscus platei
Baseodiscus platei är en djurart som tillhör fylumet slemmaskar, och som först beskrevs av Heinrich Bürger 1896.  Baseodiscus platei ingår i släktet Baseodiscus och familjen Valenciniidae. Inga underarter finns listade i Catalogue of Life.